# 中国舰队 (英国)
中國艦隊總司令（英語：Commander-in-Chief, China），通常稱為中國艦隊（英語：China Station），是英國皇家海軍在1865年至1941年間駐守中國的艦隊編制。
中國艦隊的前身是1831年設立的東印度及中國艦隊。第二次鴉片戰爭結束後，英國商船獲准進入長江貿易。英軍為有效保障商船及在必要時實行砲艦外交，而在1865年將中國艦隊與東印度艦隊的編制分開。中國艦隊總司令部設於香港添馬艦上，同時在新加坡及威海衛殖民地設有基地。艦隊的轄區包括中國沿海、內陸河流、西太平洋及荷屬東印度一帶。1941年太平洋戰爭爆發，中國艦隊與東印度舰队合併到新成立的東洋艦隊。

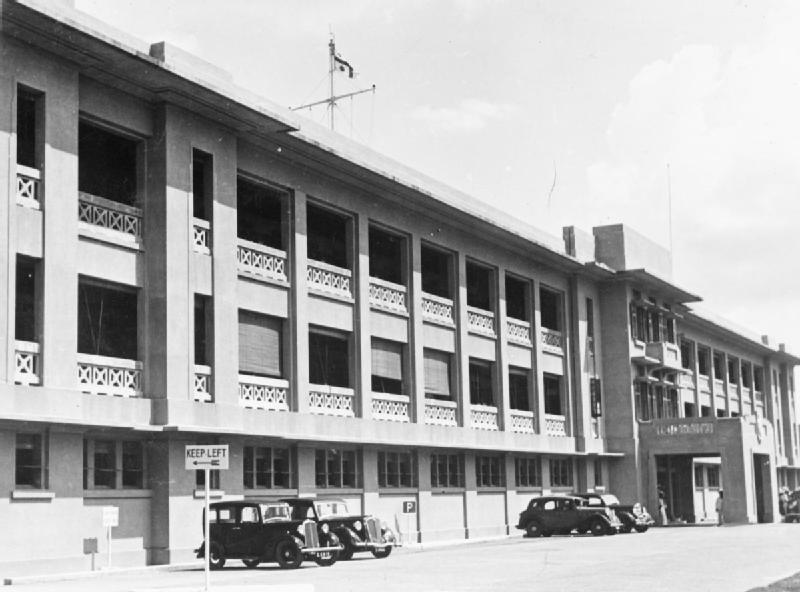
攝於1941年，中國艦隊位於新加坡的總部。